# 松本ゆうす
松本 ゆうす（まつもと ゆうす）は、日本の漫画家。青森県出身・在住。

## 来歴
学校を卒業してから1 - 2年は無職生活をし、その後デザイナーとして就職するも、ブラック企業であったことや給料の未払いなどから、退職し再び無職となる。無職期間の「暇つぶし」として4コマ漫画を描き、Twitterに毎日投稿していたところ、2015年6月に投稿した「乙女ゲーから来た鬼」が多くのいいねを獲得。その際、増加したフォロワーのプロフィールを確認すると、腐女子やゲイの人物が多かったことから、読者が求めるものをと考え男性同性愛をネタにした作品を制作していくようになった。同作をきっかけにリイド社のウェブコミック配信サイト『リイドカフェ』の編集からも声がかかり、2015年8月よりTwitter掲載4コマに描きおろしを加えた『星デミタス』の連載が開始した。

## 作風
上記の通り、腐女子や男性同性愛者に人気が出るような作品を多く描いている。露骨な下ネタは多いものの、下品な印象は薄く、ギャグとして笑えるような「バカバカしさ」を持つ。もともと腐女子や同性愛者の文化には詳しくなかったが、SNSのフォロワーのプロフィールや発信内容をもとに特徴を学び、最大公約数的なポイントを押さえて描けるようになったと話している。
そのような経緯から、ゲイ雑誌『Badi』の編集部が運営するウェブサイト『newTOKYO』から仕事の依頼が来た際には、本家から認められたように感じられ嬉しかったという。

## 作品リスト
- 『星デミタス』リイド社〈リイドカフェコミックス〉全4巻（『リイドカフェ』2015年[5] - 2017年）
- 『星デミ+』リイド社〈リイドカフェコミックス〉全6巻（『リイドカフェ』2018年[7] - 2023年）
- 『Pickles!』（「newTOKYO」2019年[8] - ）